# Cliona millepunctata
Cliona millepunctata är en svampdjursart som beskrevs av Hancock 1849. Cliona millepunctata ingår i släktet Cliona och familjen borrsvampar. Inga underarter finns listade i Catalogue of Life.